# Yan Pennor's
Yan Pennor's, est un designer, graphiste et typographe français. 
Il est particulièrement présent dans le design culinaire dont il est l'un des pionniers.

## Biographie
Yan Pennor's est né à Paris 1952.
Son agence de design est installée à Bruxelles, près des établissements du chocolatier Pierre Marcolini pour lequel il travaille en quasi-exclusivité depuis quelques années.

## Travaux
Yan Pennor's a effectué de nombreux travaux, qu'il s'agisse de design ou de graphisme, en particulier dans le domaine du design culinaire.
Parmi ses collaborations, on trouve Guerlain, Lanvin ou Laurent-Perrier, qui ont fait appel à lui en tant qu'affichiste.
Pour ce qui est du design culinaire, il a en 1993 aidé Pierre Hermé pour la création pour Fauchon de la « Cerise sur le gâteau », premier dessert conçu avec l'aide d'un designeur,,, le chocolatier belge Pierre Marcolini pour certaines de ses créations dont sa tablette carrée « 9 carrés pour les 9 lettres » en 2003 et son œuf de Pâques de 2012, « Flat Egg » ,. Il a également revisité les menus de Michel Bras.
En tant que graphiste et typographe, il est l'auteur de l'une des semeuses de Larousse, Sofitel ou de la charte graphique de Lyon Parc Auto,. Son travail se fait principalement sur le lettrage, comme dans les logos créés pour Woolmark, la Renault Initiale Paris ou Shiseido,.
Il est le designeur d'une collection de couteaux Laguiole, la « Forge de Laguiole », d'une guitare en forme de continent africain pour le Band Aid 1985, du trophée pour le prix Minerve qui récompensait des campagnes publicitaires.